# Flat Display Mounting Interface
Il sistema di montaggio VESA Flat Display Mounting Interface, (FDMI), anche conosciuto come VESA mount, è una serie di standard promosso  dalla Video Electronics Standards Association per il montaggio di un display a cristalli liquidi monitor, TV e altri display a supporti fissi a muro o mobili. È implementato su tutti i monitor LCD e Flat TV più recenti.

## Varianti
Il sistema originario di montaggio VESA (MIS-D 100) consisteva in un fissaggio assicurato da quattro viti disposti ai vertici di un quadrato di 100mm di lato.
Per i monitor più piccoli si è poi adottato (MIS-D 75), in cui il lato del quadrato è stato ridotto a 75mm.
In entrambi i casi le viti sono M4 con lunghezza tipica di 10mm.
Nel 2006 sono stati introdotti altri formati per adattarsi ai TV tradizionalmente più larghi dei monitor per PC.
| MIS-D 75  | 75 mm × 75 mm                                                                                   |
| MIS-D 100 | 100 mm × 100 mm                                                                                 |
| MIS-E     | 200 mm × 100 mm                                                                                 |
| MIS-F     | 200 mm × 200 mm 400 mm × 400 mm 600 mm × 200 mm 600 mm × 400 mm 800 mm × 400 mm 280 mm x 150 mm |